# 池田勝徳
池田 勝徳（いけだ かつのり、1944年 - ）は、日本の社会学者、作家・評論家。

## 来歴
1944年京都府に生まれ、63年府立福知山高校卒業。当時田舎では浪人しての受験が一般で、翌年の本番を視野に気軽に参加した趣味の美術クラブの夏季講習で「自己の美才のなさと、売れない画家の悲惨な生活や過酷な浪人生活」の実態を知らされ、恐怖感に苛まれた。そこでとりあえず美大と、日程的に受験可能な最低六大学としてあったのが法政大学で、入学後そこが学生運動の拠点の一つで、マル系の著名な学者（ゼミの本田喜代治教授もその一人）が多い大学ということや、聞いたことのない唯物論や弁証法等を知り、それに夢中になった。しかし次第に学生運動が変貌、凶暴化していく中で（晩年は教授自身も葛藤）、視点の異なるアメリカ社会学の重要性を教授され、『ヒューマン・グループ』などを翻訳し、いち早くアメリカ社会学に強い関心をみせていた日本大学大学院を紹介され、斎藤正二名誉教授を指導教授に、それまでの抽象的、哲学的な思考から、実証科学としての社会学への転向を図った。特に高度経済成長後の人口増や大学教育の大衆化、昨今のＩＴ化や実用化の中で誕生した大学とは異なり、当時は大学、まして100年以上もの長い歴史を持つ大学は極めて少なかった上に、そこには内部優先などの悪しき不文律があり、外部の者の就職は難しかった。が、幸い博士課程単位修了と同時に奉職できた。このことで本命の受験をせずに終わった後悔も、また誤った過信や自尊心から約10年間の学費、生活費の殆んどを「奨学金と学習塾の経営」で調達した自負心をも昇華しえた。しかも積極的なM.シーマン教授の紹介や批判が評価され、教授の招きで公費でUCLAに、そしてサバティカル制度で北京大学に留学。加えて在職中は日本ペンクラブの会員として、数多くの学会誌への執筆や書籍の出版のほか、文系では珍しく「疎外、医療、福祉、ボランティア」の各テーマで、長年に渡り科学研究費による研究や、文部省の出版助成金での出版の他、新たに「医療小説」のジャンルを提唱して『禁断の手』や『老いのセクソロジー』等の出版の他、日本学術会議協力学術研究団体・「日本教育福祉学会」創設での副代表、理事や日本大学社会学会理事、政令指定都市・相模原市の社会福祉審議会や高齢者福祉協議会の委員長・会長を歴任。2014年定年により大学退任後は出版社の顧問（聴取・文責　木下）。

## 著書、共編著
- 『疎外文献目録（和・欧）』桜楓社　1974年
- 『疎外論』 多賀出版、1982年（文部省の出版助成金による出版）
- 『21世紀高齢社会とボランティア活動』 ミネルヴァ書房 2004年（文部省の出版助成金による出版）
- 『新時代の現代社会学』福村出版　2014年
- 『社会学的アプローチ : 社会の諸相を把握する』 新泉社、2005年
- 『疎外論へのアプローチ』 ミネルヴァ書房、1991年
- 『現代社会学の射程』 日本評論社、2012年
- 『社会学への道標』 福村出版、2001年
- 『老いのセクソロジー：医療小説』京極司、青山社、1994年
- 『禁断の手 : 医療小説』 人間と歴史社、1986年
- 『日本の創造力』 NHK出版 1993年
- 『事典 近代日本の先駆者』 日外アソーシェーツ　1995年
- 『改訂版 わかりやすい自分史の手引き』翔雲社　2019年
- 『丹波国・綾部藩（山裏組）池田城の一族・クランヒストリー』翔雲社　2022年　その他多数

## 訳書
- 『疎外の研究』M.シーマン、いなほ書房　1983年
- 『疎外の意味について』M.シーマン、大学教育社、1977年
- 『社会構造へのアプローチ』P.M.ブラウ、八千代出版、1982年

## 論文
- 「高齢化社会における家族の変動と実態 (高齢化社会の実態調査とその対応策(共同研究)」『政経研究』（15‐1）1981年
- 「21世紀の介護・ケア意識について‐日本とアメリカおよび中国の実態」『桜文論叢』（56）2003年
- 「疎外についての一考察」『ソシオロジ』（21‐3） 1976年
- 「E.フロムの人間観と疎外」『社会学論叢』(55)  1972年
- 「M.シーマンの疎外概念とその問題点」『社会学論叢』（65）1975年
- 「労働疎外についての意識研究‐M.シーマンの質問紙を用いて‐」『社会学評論』（28‐4）1978年
- 「マルクス主義からの「疎外」と「自由」の一考察」『社会学論叢』（52）1971年
- 「ホワイト・カラーの疎外意識」『社会学論叢』（74）1979年
- 「社会調査における選択志向の安定性について」　『政経研究』（9-2） 1982年
- 「医療・医療技術の適用に対する日米の意識とその対応」『社会学論叢』（108）1990年
- 「介護、ケア意識とその対応としてのボランティア活動」『桜文論叢』（54）その他